# Frigorífico Continental do Brasil
A indústria frigorífica teve início no Brasil em 1910, anteriormente a atividade era artesanal (charqueados) ou executada pelos municípios, sendo os mais desenvolvidos aqueles que foram criados com projetos e equipamentos trazidos da Europa ( como no Pará, Recife, Maceió e Aracajú) ou Anglo-Americano (como em Osasco, Mato Grosso, Rio Grande do Sul e Paraná). 
O Frigorífico Continental do Brasil, em alguns relatos conhecido como “Salamaria Continental”, foi construído neste contexto de expansão industrial da então vila Osasco em 1914, pela empresa britânica “Brazil Land, Cattle and Packing Co” (fundada em 1911 em São Paulo, e que já explorava a atividade frigorífica em propriedades em Cáceres, Corumbá, Campo Grande e Três Lagoas, que somavam juntas 2.553.205 hectares). 
A companhia era uma empresa subsidiária do grupo controlado por Percival Farquhar, do mesmo grupo que entre 1912-1916 se envolveu em conflitos com posseiros na região fronteiriça entre os estados do Paraná e Santa Catarina, no episódio que entrou para historiografia brasileira como Guerra do Contestado. Os posseiros que ali estavam se negaram a deixar a propriedade. Por seu turno a companhia, através da embaixada da Gran-Bretanha, fez pressão junto ao governo federal, que interveio desapropriando os posseiros e garantindo a integração de posse à companhia .
Em 1918 a “Brazil Land, Cattle and Packing Co” em Osasco foi adquirida pela americana Wilson & Company, conhecida como Frigorífico Wilson, que nessa época também instalou um frigorífico em Santana do Livramento, RS. Thomas Wilson, ex-presidente da empresa americana Morris & Company, que entrou para o ramo de carnes ao adquirir e recuperar financeiramente um matadouro, em 1850. o Schwartzchild & Sulzberger, em Nova Iorque, criando a Wilson & Company. Em Osasco, o Frigorífico Wilson delineou o perfil dos moradores no entorno da empresa. Havia um contingente de imigrantes, principalmente de russos e poloneses, contratados para trabalhar nas câmaras frias, por serem mais resistentes, pois naquele tempo não existiam roupas apropriadas. A Frigorífico Wilson instalou sua segunda unidade em Santana do Livramento (RS) e, mais tarde, uma planta industrialização de suínos em Ponta Grossa (PR) 
Nos anos seguintes, a fábrica em Osasco ajudou a consolidar a cidade como um importante distrito industrial de São Paulo. Com o passar das décadas, a Wilson foi vendida para a Ling-Temco-Vought  e, posteriormente, em 1971 o ramo brasileiro da Wilson & Company foi vendido para um grupo argentino FASA que manteve a marca, mas trocou o nome da empresa para Comabra. Em 1992, a Sadia adquiriu a COMABRA, encerrando um capítulo importante da história industrial de Osasco. A indústria de Osasco, além de um sítio na cidade onde havia rebanhos de gado, para engorda, preparados para o abate), era atendido pelas unidades da SADIA de Maringá e Ponta Grossa (PR).

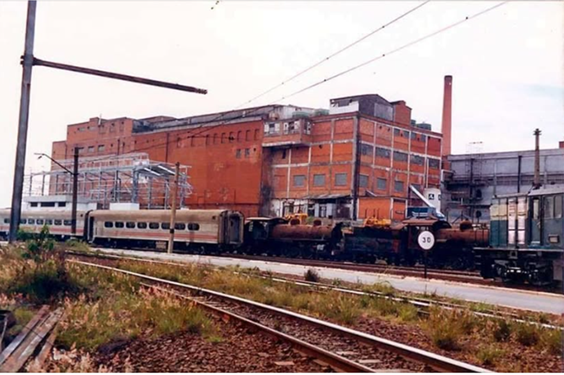
Frigorífico Continental do Brasil/Frigorífico Wilson/Sadia

Em 1992, o antigo frigorífico em Osasco foi demolido, marcando o fim definitivo de uma era. No local e sítio pertencente ao frigorífico surgiu o bairro do Parque Continental 